# Железнодорожная Казарма 24 км
Железнодоро́жная Каза́рма 24 км — населённый пункт (тип: станция) в Кулундинском районе Алтайского края. Входит в состав Златополинского сельсовета.

## История
Посёлок возник благодаря строительству в 1910-х годах железнодорожной линии Барнаул — Семипалатинск Алтайской железной дороги.

## География
Расположен на западе края, на границе с Павлодарской областью Казахстана.
Климат
резко континентальный, средняя температура января −20,8 °C градуса, июля +31,5 °C градуса, годовое количество атмосферных осадков 240 мм.

## Население
| 1997 | 1998 | 1999 | 2000 | 2001 | 2002 | 2003 | 2004 | 2005 | 2006 | 2007 | 2008 |
| ---- | ---- | ---- | ---- | ---- | ---- | ---- | ---- | ---- | ---- | ---- | ---- |
| 12   | ↘11  | →11  | ↘7   | ↘6   | ↗12  | →12  | →12  | →12  | ↘8   | →8   | →8   |
| 2009 | 2010 | 2011 | 2012 | 2013 |      |      |      |      |      |      |      |
| →8   | ↘6   | →6   | →6   | →6   |      |      |      |      |      |      |      |

Национальный состав
Согласно результатам переписи 2002 года, в национальной структуре населения украинцы составляли 46 %, русские и немцы по 27 % от 11 чел.
гендерный состав
По переписи 1959 г. в селе проживало 4 человека (2 мужчин и 2 женщины).

## Инфраструктура
Путевое хозяйство Западно-Сибирской железной дороги.
Все услуги жители остановочного пункта получают в ближайших населённых пунктах.

## Транспорт
24 км доступен автомобильным и железнодорожным транспортом.
В пешей доступности автодороги «Златополь — Белоцерковка» (идентификационный номер 01 ОП МЗ 01Н-2304) и «Волчиха — Родино — Благовещенка — Кулунда» (идентификационный номер 01 ОП РЗ 01К-16).
Остановочный пункт 24 км.